# Kaipo Olsen-Baker
Pour les articles homonymes, voir Olsen et Baker.
Pas d'image ? Cliquez ici

a Compétitions nationales et continentales officielles uniquement.

b Matchs officiels uniquement.
Dernière mise à jour le 16 avril 2025.
Kaipo Olsen-Baker, née le 1er mai 2002 à Gisborne (Nouvelle-Zélande), est une joueuse internationale néo-zélandaise de rugby à XV. Elle joue au poste de troisième ligne centre pour Matatū en Super Rugby Aupiki.

## Biographie
Kaipo Olsen-Baker naît le 1er mai 2002 à Gisborne en Nouvelle-Zélande.
En 2019, elle fait ses débuts en Farah Palmer Cup avec Manawatu,.
Kaipo Olsen-Baker participe avec les Hurricanes Poua à la saison 2022 du Super Rugby Aupiki. En avril 2022, elle intègre l'équipe des Black Ferns pour la Pacific Four Series 2022 et marque un essai lors de ses débuts internationaux contre les Wallaroos,. Elle écope d'un carton jaune lors de sa deuxième apparition pour les Black Ferns, contre le Canada. En août, elle dispute la série de test matchs contre les Wallaroos dans le cadre de la Laurie O'Reilly Cup,.
En 2023, elle n'est pas sélectionnée avec les Black Ferns. En novembre, elle intègre la franchise de Matatū pour sa troisième saison de Super Rugby Aupiki,.
En 2024, Kaipo Olsen-Baker réintègre l'équipe nationale. Elle dispute la Pacific Four Series et le WXV. En décembre, elle est élue Black Fern de l'année.

## Palmarès

### En franchise
- Finaliste du Super Rugby Aupiki en 2025.

### En équipe nationale
- Vainqueur de la Pacific Four Series en 2025.

### Distinctions personnelles
- Élue Black Fern de l'année en 2024.